# Операция «Коготь-Меч»
20 ноября 2022 года ВВС Турции нанесли серию авиаударов по позициям Сирийских демократических сил (СДС) на севере Сирии и по позициям Рабочей партии Курдистана (РПК) на севере Ирака.
По данным правительства Турции, авиаудары были нанесены после взрыва в Стамбуле в 2022 году, который согласно турецким властям предположительно был осуществлён курдскими сепаратистами.

## Операция
20 ноября около полуночи по местному времени турецкая авиация нанесла серию авиаударов по северной Сирии и Ираку, в результате которых погибли 36 бойцов SDF и сирийских солдат, а также репортер Hawar News Agency Эссам Абдулла в Сирии.
21 ноября два мирных жителя Турции были убиты в Каркамыше в результате ракетного обстрела, предположительно осуществленного SDF Также по данным SOHR один турецкий солдат был убит и 7 ранены на КПП Баб Аль-Салама на границе с Турцией после обстрела со стороны курдских и режимных районов на севере Алеппо.
22-23 ноября турецкие ВВС нанесли удары по нефтегазовой энергетической инфраструктуре в провинции Аль-Хасака. Турецкие ВВС нанесли удар по городу Макман на северо-западе мухафаза Дейр-эз-Зор..
23 ноября произошли столкновения между силами Военный совет Манбиджа и силами поддерживаемой Турцией Сирийская национальная армия на фронтах Джамусия и Саяда в сельской местности Манбиджа Восемь бойцов SDF были убиты после того, как турецкая авиация нанесла удар по окрестностям лагеря беженцев Аль-Хоул.
27 ноября турецкие ВВС возобновили бомбардировки позиций SDF и сирийской армии в Северной Сирии после трехдневного перерыва в авиаударах Во время этих ударов пять сирийских солдат были убиты в результате удара турецкого беспилотника по их военному посту вблизи деревни Каштар в Афринская сельская местность.